# Pseudojuloides severnsi
Pseudojuloides severnsi är en fiskart som beskrevs av Bellwood och Randall 2000. Pseudojuloides severnsi ingår i släktet Pseudojuloides och familjen läppfiskar. IUCN kategoriserar arten globalt som livskraftig. Inga underarter finns listade i Catalogue of Life.